# Shannon (rzeka)
Shannon (irl. Abha na Sionainne lub an tSionna lub an tSionainn, łac. Juernus, Senus) – najdłuższa rzeka Irlandii.
Rzeka Shannon naturalnie dzieli wyspę na część wschodnią i zachodnią, będąc naturalną barierą z mniej niż 20 mostami między Limerick a Dowra.

## Nazwa
Nazwa rzeki pochodzi prawdopodobnie od imienia Sionna – bogini utożsamianej z rzeką.

## Geografia
Tradycyjnie przyjęto, że Shannon rozpoczyna swój bieg w niewielkim stawie Shannon Pot na stokach góry Cuilcagh w hrabstwie Cavan. Badania wykazały, że źródła rzeki znajdują się na obszarze 12,8 km² na stokach Cuilcagh, włączając w to jezioro Lough Garvah.
Rzeka przepływa przez lub pomiędzy dziesięcioma hrabstwami Irlandii. Ważniejszymi jeziorami na rzece są: Lough Allen, Lough Ree oraz Lough Derg.

## Kanały
Rzeka połączona jest licznymi kanałami z innymi zbiornikami, m.in. z Kanałem Królewskim (ang. Royal Canal) i Wielkim Kanałem (ang. Grand Canal), które łączą ją z Dublinem i Morzem Irlandzkim.